# 셰이머스 히니
셰이머스 히니(Seamus Heaney, 1939년 4월 13일 ~ 2013년 8월 30일)는 아일랜드의 시인, 작가 겸 교수이다.
그는 1939년에 북아일랜드의 농가에서 아홉 형제 가운데 장남으로 태어났으며 1995년에 노벨 문학상, 2006년에 T. S. 엘리엇 상을 수상했다. 그의 대표 작품으로 시집 《어느 자연주의자의 죽음 (Death of a Naturalist)》(1966)이 있다.

## 같이 보기
- 노벨 문학상 수상자 목록